# KSV 1884 Mannheim
Die Kraftsportvereinigung 1884 Mannheim ist ein Sportverein aus Mannheim, der die Sportarten Boxen und Gewichtheben betreibt. Die Sporthalle befindet sich im Stadtteil Mannheim-Oststadt neben dem Carl-Benz-Stadion.
Die Gewichtheber waren 1972 und 1975 Deutscher Mannschaftsmeister. 1970 und 1971 wurde jeweils der dritte Platz erreicht. Bekannte Heber waren z. B. Norbert Bergmann, Albert Huser, Rudolf Kozlowski und Eduard Ohlinger.